# Tiếng xưa
Tiếng xưa là một ca khúc nhạc tiền chiến của nhạc sĩ Dương Thiệu Tước. Bài hát này đã được một số ca sĩ như Thanh Thúy, Giao Linh,... trình diễn.

## Xuất xứ
Tiếng xưa được nhạc sĩ Dương Thiệu Tước viết trong hoàn cảnh ông thường hay đi công tác tại Hà Nội và Huế để tìm hiểu về âm nhạc cổ truyền. Bài hát được ông viết mang âm hưởng nỗi buồn của một thành quách cũ, có sử dụng nhiều hình ảnh từ bài thơ Tỳ bà hành của Bạch Cư Dị.
Tiếng xưa là một bài hát ông viết theo điệu dân ca Huế, nhưng được viết theo nhạc kiểu phương Tây. Trích một đoạn trong bài hát:
Hoàng hôn, lá reo bên thềm

Hoàng hôn, tơi bời lá thu

Sương mờ, ngậm ngùi xuân xanh

Bâng khuâng, phím loan vương tình.

## Phổ biến
Bài hát hay được ca sĩ Minh Đỗ trình bày trên Đài phát thanh Pháp Á, cùng với bài Kiếp hoa và Dứt đường tơ của Doãn Cảnh và Văn Thủy. Sau này có một số ca sĩ trình bày như Họa Mi, Thanh Thúy, Hà Thanh, Mai Hương,...trình diễn.
Bài hát được nhà xuất bản Thế Giới xuất bản lần đầu vào năm 1950, sau đó đến nhà xuất bản Tinh Hoa miền Nam của Lê Mộng Bảo xuất bản vào năm 1961, tiếp sau đó là các nhà xuất bản Diên Hồng, Minh Phát, Mỹ Hạnh phát hành bài hát này.